# Чемпионат мира по пляжному гандболу 2004
Чемпионат мира по пляжному гандболу 2004 года прошёл на египетском курорте Эль-Гуна. Этот чемпионат стал первым организованным под эгидой Международной федерации гандбола (ИГФ) в истории, хотя неофициальные чемпионаты мира проводились и ранее.
Как среди мужчин, так и среди женщин соревнования состоялись 27—30 ноября. В мужском турнире первое место заняла сборная Египта, в женском — сборная России.
Три площадки, где проводились матчи, были установлены на острове в Красном море; добраться туда и участники чемпионата, и зрители могли только водными видами транспорта. Три пары арбитров, обслуживавшие чемпионат, ранее работали на афинской Олимпиаде 2004 года.

## Мужчины

### Группа A
Венгрия — Россия 0:2 (12:17, 6:8)

Оман — Египет 0:2 (12:15, 17:19)

Россия — Оман 2:0 (23:8, 18:14)

Египет — Венгрия 2:1 (12:8, 9:10, 9:6)

Россия — Египет 2:1 (11:15, 16:15, 7:6)

Оман — Венгрия 0:2 (13:14, 10:15)
| М | Команда | Партии | Очки |
| - | ------- | ------ | ---- |
| 1 | Россия  | 6 – 1  | 6    |
| 2 | Египет  | 5 – 3  | 4    |
| 3 | Венгрия | 3 – 4  | 2    |
| 4 | Оман    | 0 – 6  | 0    |

### Группа B
Турция — Украина 2:1 (12:4, 8:9, 7:6)

Бразилия — Хорватия 0:2 (10:21, 10:15)

Бахрейн — Турция 0:2 (17:21, 16:21)

Украина — Бразилия 2:0 (14:12, 20:16)

Бразилия — Бахрейн 1:2 (15:14, 10:13, 8:9)

Хорватия — Украина 2:0 (11:10, 17:16)

Украина — Бахрейн 2:1 (23:10, 4:10, 12:10)

Хорватия — Турция 2:0 (20:18, 24:14)

Бахрейн — Хорватия 2:1 (14:12, 18:24, 9:4)

Турция — Бразилия 0:2 (13:14, 16:17)
| М | Команда  | Партии | Очки |
| - | -------- | ------ | ---- |
| 1 | Хорватия | 7 – 2  | 6    |
| 2 | Турция   | 4 – 5  | 4    |
| 3 | Украина  | 5 – 5  | 4    |
| 4 | Бахрейн  | 5 – 6  | 4    |
| 5 | Бразилия | 3 – 6  | 2    |

- Примечание: места со 2-го по 4-е распределены согласно результатам личных встреч между сборными Турции, Украины и Бахрейна.

### 1/4 финала
Россия — Бахрейн 2:1 (19:14, 16:19, 8:4)

Египет — Украина 2:0 (21:10, 15:10)

Турция — Венгрия 2:1 (9:8, 5:9, 7:6)

Хорватия — Оман 2:0 (27:9, 12:9)

### Турнир за 5—8-е места
Бахрейн — Венгрия 0:2 (9:22, 18:20)

Украина — Оман 2:0 (13:3, 13:12)

### 1/2 финала
Россия — Турция 1:2 (16:17, 20:8, 2:5)

Египет — Хорватия 2:0 (18:14, 19:18)

### Матч за 7-е место
Бахрейн — Оман 2:1 (14:18, 16:14, 5:4)

### Матч за 5-е место
Венгрия — Украина 1:2 (20:10, 14:20, 6:8)

### Матч за 3-е место
Россия — Хорватия 2:1 (16:10, 18:19, 10:8)
Сборная России стала бронзовым призёром чемпионата мира. В число её игроков входил Сергей Шалабанов, тренер «Кубанского гандбольного клуба», и шесть гандболистов ставропольского клуба «Виктор-СКА», в том числе Сергей Предыбайлов, включённый в символическую сборную турнира, и Константин Игропуло. Главный тренер Виктор Лавров также представлял «Виктор-СКА».

### Финал
Египет — Турция 2:1 (19:13, 10:16, 5:0)

### Итоговая таблица
| М | Команда  |
| - | -------- |
|   | Египет   |
|   | Турция   |
|   | Россия   |
| 4 | Хорватия |
| 5 | Украина  |
| 6 | Венгрия  |
| 7 | Бахрейн  |
| 8 | Оман     |
| 9 | Бразилия |

## Женщины
По словам второго тренера сборной России Владимира Кияшко (также старшего тренера «Кубанского гандбольного клуба» и арбитра международной категории), на победу в турнире претендовали четыре команды, «безусловно сильнейшие» на тот момент: Россия, Италия, Хорватия и Турция. Предполагалось, что восемь сборных проведут круговой турнир и его победитель будет объявлен чемпионом, однако итальянская сторона выступила с предложением, чтобы команды, занявшие два первых места по итогам кругового турнира, провели финал между собой. ИГФ не стала возражать.

### Групповой турнир
Россия — Венгрия 2:0 (10:7, 13:6)

Хорватия — Турция 0:2 (14:19, 11:13)

Бразилия — Италия 0:2 (11:12, 6:9)

Япония — Гонконг 2:0

Турция — Россия 0:2 (12:13, 15:18)

Венгрия — Италия 0:2 (6:13, 11:12)

Гонконг — Хорватия 0:2

Бразилия — Япония 2:0

Россия — Италия 1:2 (16:12, 10:11, 3:5)

Гонконг — Турция 0:2

Япония — Венгрия 0:2

Хорватия — Бразилия 2:1

Гонконг — Россия 0:2 (2:15, 1:23)

Италия — Япония 2:0 (16:7, 12:6)

Турция — Бразилия 2:0 (16:15, 13:9)

Венгрия — Хорватия 2:1 (16:20, 18:17, 6:4)

Россия — Япония 2:0 (14:9, 12:4)

Бразилия — Гонконг 2:0

Италия — Хорватия 2:0 (13:11, 15:13)

Турция — Венгрия 2:1 (9:10, 12:8, 5:0)

Бразилия — Россия 1:2 (13:12, 15:20, 5:8)

Хорватия — Япония 2:0

Гонконг — Венгрия 0:2

Италия — Турция 0:2 (8:12, 10:11)

Россия — Хорватия 2:0 (16:5, 18:6)

Венгрия — Бразилия 1:2

Турция — Япония 2:0

Гонконг — Италия 0:2
| М | Команда  | Партии | Очки |
| - | -------- | ------ | ---- |
| 1 | Россия   | 13 – 3 | 12   |
| 2 | Турция   | 12 – 3 | 12   |
| 3 | Италия   | 12 – 3 | 12   |
| 4 | Хорватия | 7 – 9  | 6    |
| 5 | Венгрия  | 8 – 9  | 6    |
| 6 | Бразилия | 8 – 9  | 6    |
| 7 | Япония   | 2 – 12 | 2    |
| 8 | Гонконг  | 0 – 14 | 0    |

### Финал
Россия — Турция 2:1 (13:8, 8:15, 4:2)
Очки в составе сборной России набирали: Наталья Евтухова (12), Наталья Сокиркина (5), Майя Каверина (4), Елена Черний и Ольга Ворона, вратарь (по 2).
Чемпионом мира стала сборная России: вратари — Ольга Ворона, Галина Габисова; полевые игроки — Наталья Евтухова, Майя Каверина, Елена Черний, Наталья Сокиркина, Ирина Свеколкина, Юлия Лукьяненко, Светлана Полторацкая. Главный тренер — Сергей Белицкий. Наталья Евтухова вошла в символическую сборную турнира; также в неё были включены по одной гандболистке из сборных Турции, Италии и Бразилии. Все игроки сборной России представляли клуб «Ростов-Дон», являвшийся на тот момент бронзовым призёром женского чемпионата России по классическому гандболу.

### Медали
| М | Команда |
| - | ------- |
|   | Россия  |
|   | Турция  |
|   | Италия  |